# Movits!
Movits! är en svensk hiphop-grupp från Hertsön, en stadsdel i Luleå, bestående av bröderna ”Johan Jivin” och ”Mördar-Anders” Rensfeldt, samt saxofonisten Jocke ”One-Take” Nilsson från Piteå. Gruppen spelar en blandning av jazz och hiphop. Movits! beskriver sig själva som: ”Djangogitarr, Blås och Streetswing. Musik för såväl Art directorn som för din mamma!” Deras debutalbum Äppelknyckarjazz släpptes i november 2008 och blev varmt mottaget av bland andra Dagens Nyheter.
Bandnamnet ”Movits!” har sitt ursprung ifrån Bellmans basfiol- och valthornsspelande figur Fader Movitz. Man har dock valt att stava med ”S” för att undvika dansbandsvibbarna med ett bandnamn innehållande ”Z” (Lasse Stefanz, Svänzons, Larz-Kristerz).
Gruppen gästade The Colbert Report den 27 juli 2009, där de också uppträdde med låten ”Fel del av gården”. Detta klipp medverkade till att de sedan turnérade i USA flera gånger.

## Diskografi

### Album
- November 2008 – Äppelknyckarjazz
- Mars 2011 – Ut ur min skalle
- 18 september 2013 – Huvudet Bland Molnen
- 28 oktober 2015 – Dom försökte begrava oss, dom visste inte att vi var frön
- 1 november 2018 – V:I
- 31 maj 2019 – V:II
- 12 november 2021 - Halleluja
- 8 november 2024 - KALLAX CARGO

### Singlar
- 2007 – "Swing för Hyresgästföreningen"
- 2008 – "Äppelknyckarjazz"
- 2008 – "Fel del av gården"
- 2009 – "Spela mig på radion" (feat. Zacke)
- 2009 – "Ta på dig dansskorna"
- 2011 – "Sammy Davis Jr. (singel)"
- 2011 – "Skjut mig i huvudet"
- 2011 – "Na na nah!" (feat. Timbuktu)
- 2013 – "Röksignaler (singel)"
- 2013 – "Nitroglycerin (singel)"
- 2013 – "Limousin (singel)" (feat. Maskinen)
- 2013 – "Halvvägs (singel)" (feat. Zacke)
- 2015 – "Placebo (singel)"
- 2015 – "Dansa i regnet"
- 2016 – "Självantänd"
- 2018 – "Gumbo"
- 2018 – "Ohio"
- 2018 – "Hett Kol"
- 2019 – ”Himlen faller ner” feat. Zacke
- 2019 – ”Sodavatten” feat. Tjuvjakt
- 2019 – ”Fira mig” feat. Herbert Munkhammar
- 2021 - "Blixtar"
- 2021 - "Juice"
- 2021 - "Plåster"
- 2022 - "Hellre Med Vargar"
- 2023 - ”Dansa på min grav”
- 2023 - ”Otänkbart” feat. Johan Airijoki
- 2023 - "Maria Magdalena" feat. David Björkén & Värmlands Fria Kör